# Pablo Cárdenas
Pablo Ignacio Cárdenas Baeza (Santiago, Chile, 2 de febrero de 2000) es un futbolista chileno. Juega como lateral derecho y actualmente se encuentra en Comerciantes Unidos de la Primera División del Perú.

## Trayectoria
Oriundo de Santiago, de padre peruano y madre chilena, llegó a los 9 años a Colo-Colo. Entre los 10 y 13 años, estuvo en Palestino, y desde los 14 en Cobresal. Subió al primer equipo en 2017, debutando el 28 de abril de 2018 por Copa Chile de la mano de Gustavo Huerta.
En enero de 2024 es anunciado como nuevo jugador de Cusco FC de la Primera División Peruana.

## Estadísticas
| Club                       | Div.          | Temporada     | Liga  | Liga  | Copas nacionales | Copas nacionales | Torneos internacionales | Torneos internacionales | Total | Total |
| Club                       | Div.          | Temporada     | Part. | Goles | Part.            | Goles            | Part.                   | Goles                   | Part. | Goles |
| -------------------------- | ------------- | ------------- | ----- | ----- | ---------------- | ---------------- | ----------------------- | ----------------------- | ----- | ----- |
| Cobresal · Chile           | 2.ª           | 2018          | 3     | 0     | 5                | 0                | —                       | —                       | 8     | 0     |
| Cobresal · Chile           | 1.ª           | 2019          | 8     | 0     | 2                | 0                | —                       | —                       | 10    | 0     |
| Cobresal · Chile           | 1.ª           | 2020          | 23    | 2     | —                | —                | —                       | —                       | 23    | 2     |
| Cobresal · Chile           | 1.ª           | 2021          | 30    | 0     | —                | —                | 2                       | 0                       | 32    | 0     |
| Cobresal · Chile           | 1.ª           | 2022          | 14    | 0     | 2                | 0                | —                       | —                       | 16    | 0     |
| Cobresal · Chile           | 1.ª           | 2023          | 9     | 1     | —                | —                | 1                       | 0                       | 10    | 1     |
| Cobresal · Chile           | Total club    | Total club    | 87    | 3     | 9                | 0                | 3                       | 0                       | 99    | 3     |
| Cusco FC · Perú            | 1.ª           | 2024          | 21    | 1     | —                | —                | —                       | —                       | 21    | 1     |
| Cusco FC · Perú            | 1.ª           | 2025          | 5     | 0     | —                | —                | 1                       | 0                       | 6     | 0     |
| Cusco FC · Perú            | Total club    | Total club    | 26    | 1     | 0                | 0                | 1                       | 0                       | 27    | 1     |
| Comerciantes Unidos · Perú | 1.ª           | 2025          | 4     | 1     | —                | —                | —                       | —                       | 4     | 1     |
| Comerciantes Unidos · Perú | Total club    | Total club    | 4     | 1     | 0                | 0                | 0                       | 0                       | 4     | 1     |
| Total carrera              | Total carrera | Total carrera | 117   | 5     | 9                | 0                | 4                       | 0                       | 130   | 5     |
| 1. 2. 3.                   |               |               |       |       |                  |                  |                         |                         |       |       |